# 邁克·格拉奇亞德伊
邁克·格拉奇亞德伊（Michael Graziadei，1979年9月22日—）是美國的一位演員。他最著名的作品是在CBS肥皂劇年輕和叛逆的一族中飾演Daniel Romalotti角色。他在5歲時就出演了電影國王與我。

## 外部連結
- 邁克·格拉奇亞德伊在互联网电影资料库（IMDb）上的資料（英文）